# 푼트
푼트(Punt,  pwnt)는 고대 이집트의 무역 기록을 통해 추적되는 동아프리카의 고대 왕국이다. 이 왕국은 금, 아로마계 레진, 블랙우드, 흑단, 상아, 야생 동물 등을 생산하고 수출했다. 최근 증거에 따르면 오늘날의 에르트레아 북서부에 위치해 있었을 것으로 추정된다. 또한 고대 그리스인들이 오포네(Ὀπώνη)라는 이름으로 알고 있던 땅이 푼트에 포함되거나 일치할 가능성도 제기되었다. 일부 성경학자들은 이곳을 성경에 등장하는 '붓'이나 '하윌라' 땅과 동일시했다.